# Winklarn
Winklarn là một đô thị trong huyện Schwandorf bang Bayern, Đức.